# Lovatnet
Der Lovatnet (auch Loenvatnet und Lodalsvatnet) ist ein See in der Gemeinde Stryn in der Provinz Vestland in Norwegen.

## Lage
Der See befindet sich etwa zwei Kilometer südöstlich der Ortschaft Loen. Der See wird von den Gletschern Jostedalsbreen und Tindefjellbreen gespeist. Das Wasser des Sees fließt über den Fluss Loelva in den Nordfjord.

## Geschichte
Erdrutsche vom Berg Ramnefjellet in das südliche Ende des Sees verursachten 1905 und 1936 zwei große Tsunamis. Am 15. Januar 1905 fiel ein Erdrutsch mit einem Volumen von 350.000 Kubikmetern aus einer Höhe von 500 Metern in den See und erzeugte drei Tsunamis mit einer Wellenhöhe von bis zu 40,5 Metern. Die Wellen zerstörten die Dörfer Bødal und Nesdal nahe dem südlichen Ende des Sees, töteten 61 Menschen – die Hälfte ihrer Gesamtbevölkerung – und 261 Nutztiere und zerstörten 60 Häuser, alle örtlichen Bootshäuser und 70 bis 80 Boote wurden von der letzten Welle 300 Meter landeinwärts geworfen und zerstört. Am nördlichen Ende des Sees zerstörte eine fast 6 Meter hohe Welle eine Brücke. Geologen untersuchten das Ereignis von 1905 und kamen zu dem Schluss, dass für zukünftige Katastrophen wie dieses nur ein geringes Risiko bestand, sodass die Siedlungen entlang des Sees wieder aufgebaut wurden. Am 13. September 1936 ereignete sich jedoch der zweite Erdrutsch aus einer Höhe von 800 Metern mit einem Volumen von 1.000.000 Kubikmetern, der drei Megatsunamis erzeugte, von denen der größte eine Wellenhöhe von 74 Metern erreichte. Die Wellen zerstörten alle Bauernhöfe in Bødal und die meisten Bauernhöfe in Nesdal – spülten 16 Bauernhöfe vollständig weg – sowie 100 Häuser, Brücken, ein Kraftwerk, eine Werkstatt, ein Sägewerk, mehrere Getreidemühlen, ein Restaurant, ein Schulhaus und alle Boote auf dem See. Eine 12,6 Meter hohe Welle traf das nördliche Ende des Sees und verursachte schädliche Überschwemmungen im Fluss Loelva.[2] Die Wellen töteten 74 Menschen und verletzten 11 schwer. Die Katastrophe von 1936 führte zur Entvölkerung des Gebiets.